# Mesure finie
Sur un espace mesurable {\displaystyle (X,{\mathcal {A}})}, une mesure finie (ou mesure bornée) est une mesure positive μ pour laquelle μ(X) est fini, ou plus généralement une mesure signée, voire une mesure complexe dont la masse {\displaystyle |\mu |(X)} (valeur sur X de la variation totale |μ| de μ) est finie.

## Fonctions intégrables
Toute fonction complexe f mesurable et bornée est intégrable pour toute mesure finie {\displaystyle \mu } ; et on dispose de la majoration :

## Exemples de mesures finies
- La mesure de comptage sur un ensemble X est finie ssi X est un ensemble fini.
- Les masses de Dirac sont des mesures finies, quel que soit l'espace mesurable considéré.
- Plus généralement, les mesures de probabilité sont des exemples de mesures finies : ce sont des mesures positives de masse 1.
- La mesure de Lebesgue sur un domaine borné de ℝn.
- Pour une mesure complexe ν pas nécessairement finie et pour une fonction ν-intégrable f, la variation totale de la mesure fν est exactement |f| |ν| ; de fait, la mesure fν est finie.

## Suite décroissante des espacesLp
D'après l'inégalité de Hölder ou celle de Jensen, les espaces Lp d'une mesure finie forment une famille décroissante pour l'inclusion, avec des injections continues. Plus précisément :
Une réciproque très forte est vraie : si μ est σ-finie et s'il existe p et q, avec 1 ≤ p < q ≤ +∞, tels que Lp(μ) ⊃ Lq(μ), alors μ est finie.

## Espace des mesures finies
Toute somme de mesures finies (signées ou complexes) est une mesure finie. Toute mesure proportionnelle à une mesure finie est une mesure finie.
L'espace {\displaystyle \scriptstyle {\mathcal {M}}(X,{\mathcal {A}})} des mesures finies (signées ou complexes) forme un espace de Banach (réel ou complexe) pour la norme :
Pour toute mesure ν sur {\displaystyle \scriptstyle (X,{\mathcal {A}})} (finie ou pas), l'application f ↦ fν induit une isométrie de L1(ν) sur un sous-espace vectoriel fermé de {\displaystyle \scriptstyle {\mathcal {M}}(X,{\mathcal {A}})}.
Lorsque ν est σ-finie, ce sous-espace auquel L1(ν) s'identifie est égal (d'après le théorème de Radon-Nikodym) à l'ensemble de toutes les mesures finies absolument continues par rapport à ν. Il est inclus dans le dual topologique de L∞(ν) :
Cette inclusion est stricte (sauf dans les cas triviaux) car (L∞(ν))' est constitué des « mesures » (finies et absolument continues par rapport à ν) qui sont seulement finiment additives.